# Sam Bullock
Samuel „Sam“ Bullock (* 7. Oktober 1913 in Wolverhampton; † 3. Quartal 1978 ebenda) war ein englischer Fußballspieler.

## Karriere
Bullock spielte spätestens ab 1933 als Linksaußen für Oakengates Town in der Birmingham & District League. Im April 1934 gehörte er einer Shropshire XI für ein Spiel gegen die Wolverhampton Wanderers an (Endstand 2:2). Ende Februar 1935 wurde er von Fred Westgarth zu Stockport County in die Third Division North geholt. In Konkurrenz zu Bert Hales kam er im restlichen Saisonverlauf zu drei Pflichtspieleinsätzen, bei einem Zweitrundenerfolg im Third Division North Cup gegen Halifax Town erzielte er einen Treffer. Sein Abstecher in die Football League war bereits im August 1935 wieder beendet, als er sich mit Stockport auf eine Beendigung seiner Zugehörigkeit einigte und zu Oakengates zurückkehrte, wo er gemeinsam mit seinem Bruder George die Flügelzange bildete.
1936 wechselten beide zum Ligakonkurrenten Stafford Rangers und machten dort auf sich aufmerksam. So wird in einem Spielbericht im Januar 1937 vermerkt: „Die Bullock-Brüder waren die herausragenden Stürmer auf dem Feld. Sie sind wirkliche Künstler mit dem Ball und eine kontinuierliche Quelle an Sorge für gegnerische Abwehrreihen.“ Das dabei erwähnte Interesse von Football-League-Klubs an den beiden mündete aber nur für einen der Brüder in einem Wechsel: George transferierte im Frühjahr 1937 zum FC Barnsley. Sam Bullock wechselte derweil im Sommer 1937 erneut innerhalb der Liga zu Brierley Hill Alliance. Im November schreibt ihm der Sports Argus eine „ausgezeichnete Form“ zu, im April 1938 traf er mit einer direkt verwandelten Ecke gegen Bangor City.